# Vahtisaari (ö i Mellersta Finland)
Vahtisaari är en ö i Finland. Den ligger i sjön Päijänne och i kommunen Jämsä i landskapet Mellersta Finland, i den södra delen av landet, 170 km norr om huvudstaden Helsingfors. Öns area är 0,1 hektar och dess största längd är 50 meter i sydväst-nordöstlig riktning.